# Station Little Kimble
Little Kimble is een spoorwegstation van National Rail in Little Kimble, Wycombe in Engeland. Het station is eigendom van Network Rail en wordt beheerd door Chiltern Railways. Het station is geopend in 1863.